# سفارة بلغاريا في صربيا
سفارة بلغاريا في صربيا هي أرفع تمثيل دبلوماسي لدولة بلغاريا لدى صربيا. تقع السفارة في بلغراد وهي تهدف لتعزيز المصالح البلغارية في صربيا.

## وصلات خارجية
- الموقع الرسمي
- قائمة سفارات بلغاريا
- قائمة السفارات في صربيا